# بوب دوسن (لاعب كرة قدم أسترالية)
بوب دوسن (بالإنجليزية: Bob Dawson)‏ هو لاعب كرة قدم أسترالية أسترالي، ولد في 3 يناير 1921 في Elmore, Victoria ‏ في أستراليا.

## وصلات خارجية
- بوب داوسون على موقع AustralianFootball.com (الإنجليزية)
- بوب داوسون على موقع AFLtables.com (الإنجليزية)